# Millennium Media
Millennium Media (с 1992 по 2017 годы — Nu Image) — американская кинокомпания, созданная Ави Лернером, Тревором Шортом, Дэнни Димбортом и Дэнни Лернером в 1992 году. Штаб-квартира в Лос-Анджелесе, штат Калифорния.
Nu Image, Inc. занимается производством и распространением фильмов в США и в других странах. На сегодняшний день проявила себя в основном в жанре боевиков. Многие из её фильмы снимались в Южной Африке и Болгарии. Она также работает как фильмотека, которая включает фильмы кинобоевики, романтические, приключенческие, фантастические, военные и криминальные картины, кинодрамы, фильмы ужасов, кинокомедии, мистику, триллеры и семейные фильмы, а также картины для детей и подростков.
В 1996 году компания запустила дочерний лейбл под названием Millennium Films.

## Фильмография
- 1993 — «Киборг-полицейский»
- 1994 —«Киборг-полицейский 2»
- 1996 —«Киборг-полицейский 3»
- 1996 — «Опасная зона[англ.]»
- 1999 — «Битва драконов»
- 1999—2004 — «Акулы»
- 2006 — «Неоспоримый 2»
- 2008 — «Рэмбо IV»
- 2008 — «Принц и я 3: Медовый месяц»
- 2009—2013 — серия фильмов «Ниндзя»
- 2010 — «Неоспоримый 3»
- 2010 — «Принц и я 4»
- 2010—н. в. — серия фильмов «Неудержимые»
- 2011 — «Конан-варвар»
- 2013 — «Падение Олимпа»
- 2016 — «Падение Лондона»
- 2017 — Безопасность[англ.]
- 2017 — «Неоспоримый 4»
- 2018 — «Хеллбой: Восстание кровавой королевы»
- 2018 — «Хантер Киллер»
- 2019 — «Падение Ангела»
- 2024 — «Хеллбой: Проклятие Горбуна»